# Phong trào bảo tồn
Phong trào bảo tồn, còn được gọi là bảo tồn thiên nhiên, là một phong trào chính trị, môi trường và xã hội nhằm bảo vệ tài nguyên thiên nhiên, bao gồm cả các loài động vật và thực vật cũng như môi trường sống của chúng trong tương lai. Bảo tồn dựa trên bằng chứng tìm cách sử dụng bằng chứng khoa học chất lượng cao để làm cho các nỗ lực bảo tồn hiệu quả hơn.
Phong trào bảo tồn sớm bao gồm quản lý nghề cá và động vật hoang dã, bảo tồn nước, đất và lâm nghiệp bền vững. Phong trào bảo tồn đương đại đã mở rộng từ sự nhấn mạnh của phong trào ban đầu về việc sử dụng năng suất bền vững của tài nguyên thiên nhiên và bảo tồn các khu vực hoang dã để bao gồm bảo tồn đa dạng sinh học. Một số người nói rằng phong trào bảo tồn là một phần của phong trào môi trường rộng lớn và sâu rộng hơn, trong khi những người khác cho rằng họ khác nhau cả về ý thức hệ và thực tiễn. Chủ yếu ở Hoa Kỳ, bảo tồn được coi là khác với chủ nghĩa môi trường ở chỗ nó nhằm bảo tồn tài nguyên thiên nhiên một cách rõ ràng để con người tiếp tục sử dụng bền vững. Ở một số quốc gia, thuật ngữ bảo tồn rộng hơn bao gồm chủ nghĩa môi trường.